# Puńców
Puńców (cz. Puncov de. Punzau) – wieś w Polsce, w województwie śląskim, w powiecie cieszyńskim, w gminie Goleszów. Wieś leży w historycznych granicach regionu Śląska Cieszyńskiego. Powierzchnia sołectwa wynosi 1021 ha, a liczba ludności 1508, co daje gęstość zaludnienia równą 147,7 os./km².

## Położenie
Miejscowość położona jest na Pogórzu Cieszyńskim, w dolinie Puńcówki i na ograniczającym ją od południa dziale wodnym (300–350 m n.p.m.). Od strony północno-zachodniej i północnej sąsiaduje z Cieszynem (Błogocicami, Mnisztwem i Gułdowami), na wschodzie z Dzięgielowem, południowa granica pokrywa się z granicą polsko-czeską, za którą leży miasto Trzyniec (w tym dzielnica Osówki, dawniej część Puńcowa i Kojkowice).

## Historia
Puńców to jedna z najstarszych miejscowości na Śląsku Cieszyńskim. Miejscowość została po raz pierwszy wzmiankowana w dokumencie protekcyjnym biskupa wrocławskiego Wawrzyńca z dnia 25 maja 1223 roku wydanym na prośbę księcia opolsko-raciborskiego Kazimierza dla klasztoru premonstrantek w Rybniku, w którym to wymieniono około 30 miejscowości mających im płacić dziesięcinę. Pośród 14 miejscowości kasztelanii cieszyńskiej wymieniony jest również Puńców jako Punzo. W 1228 roku klasztor premonstrantek zostaje przeniesiony z Rybnika do Czarnowąsów, a dziesięciny z podanych wsi zostały im odebrane, natomiast wyjątkowo Puńców został im przekazany na własność, co zostało wyszczególnione w dokumencie Kazimierza I opolskiego z tego roku. W tym roku Puńców został również przeniesiony na prawo polskie. Po raz kolejny Puńców wzmiankowany został w 1229 roku, w bulli papieża Grzegorza IX dla benedyktynów tynieckich, zatwierdzającej ich posiadłości w okolicy Orłowej, w tym Puńców. W bliżej nieznanym czasie stał się własnością książęcą.
Wieś politycznie znajdowała się początkowo w granicach piastowskiego (polskiego) księstwa opolsko-raciborskiego. W 1290 w wyniku trwającego od śmierci księcia Władysława opolskiego w latach 1281-1282 rozdrobnienia feudalnego tegoż księstwa powstało nowe księstwo cieszyńskie, w granicach którego znalazły się również Puńców. Od 1327 księstwo cieszyńskie było lennem Królestwa Czech, a od 1526 roku w wyniku objęcia tronu czeskiego przez Habsburgów z regionem aż do 1918 roku w monarchii Habsburgów (potocznie Austrii).
Puńców został własnością książąt cieszyńskich do 1440 roku. Wtedy książęta Włodko i Przemko II sprzedali część tej wsi Jakubkowi z Brzezowic (Brzezówki) za 50 grzywien. Owa sprzedana część wróciła jednak do książąt cieszyńskich w następnych dziesięcioleciach, o czym świadczą ówczesne dokumenty książęce, jak też później urbarz z 1577 roku.
Oprócz Puńcowa w dokumencie biskupa Wawrzyńca z 25 maja 1223 roku pojawiła się inna wieś, mianowicie Radowice jako Radouiza. Po raz kolejny pojawiła się ona w latach 1408 i 1523, a później została wchłonięta właśnie przez Puńców. Stało się tak przypuszczalnie poprzez nabycie Radowic przez Goczałkowskich, którzy jeszcze w XVII wieku byli właścicielami części Puńcowa, który to zdominował w tak połączonym majątku Radowice i narzucił im swą nazwę.
W XV wieku istniała tu już parafia. Na początku XVI wieku w centrum wsi zbudowano istniejący do dziś kościół pw. św. Jerzego, który wkrótce zajęli protestanci. Jako że jeszcze w średniowieczu obok ludności polskiej osiedli tu osadnicy niemieccy w dobie Reformacji zgodnie z dyplomem księcia Wacława III Adama z 1549 roku kazania w Puńcówie wygłaszane były nie tylko po czesku, ale też po niemiecku. Książę we wspomnianym dyplomie z 1549 podarował również pole kościelne sołtysowi z Puńcowa. W następnym wieku ludność Puńcowa została zdziesiątkowana w wyniku m.in. wojny trzydziestoletniej, w okresie kontrreformacji, świątynia wróciła w ręce katolików (w ich rękach była już według relacji wizytatorów biskupich w 1652, a kazania i nabożeństwa prowadzone były już tylko w języku polskim.
Według urbarza z 1770 roku we wsi było 47 chłopów osiadłych (posiadających grunta chłopskie): 1 wójt (Jan Babilon), 22 siedlaków, 2 wolnych siedlaków (Jan Henczołek i Paweł Boruta), 3 zagrodników i 10 małych chałupników. Najczęściej wśród wolnych chłopów powtarzały się nazwiska Wojnar (7) i Glajcar (4). Oprócz wolnego siedlaka Pawła Boruty wszyscy mieszkańcy Puńcowa byli zobowiązani do świadczeń na rzecz Komory Cieszyńskiej. Puńców rozwijał się w ścisłej zależności od pobliskiego Cieszyna.
Według austriackiego spisu ludności z 1900 w 138 budynkach w Puńcowie na obszarze 1266 hektarów mieszkało 1238 osób, co dawało gęstość zaludnienia równą 97,8 os./km². z tego 540 (43,6%) mieszkańców było katolikami, 698 (56,4%) ewangelikami, 1217 (98,3%) było polsko-, 8 (0,6%) czesko- a 2 (0,2%) niemieckojęzycznymi. Do 1910 roku liczba budynków wzrosła do 170 a mieszkańców do 1434, z czego 1419 zameldowanych było na stałe, 627 (43,7%) było katolikami, 807 (56,3%) ewangelikami, 1408 (98,2%) polsko-, 9 (0,6%) niemiecko- a 2 (0,1%) czeskojęzycznymi.
Od podziału Śląska Cieszyńskiego w 1920 roku, część wsi, tj.  około 1/5 powierzchni, położona na południowym skłonie działu wodnego (po stronie doliny Olzy), znalazła się w granicach Czechosłowacji (obecnie część miasta Trzyńca w Czechach, jako dzielnica Osówki i gmina katastralna Czeski Puńców).
W okresie międzywojennym w miejscowości stacjonowała placówka Straży Granicznej I linii „Puńców”.
Do 1954 roku miejscowość była siedzibą gminy Puńców. W latach 1954–1972 wieś należała i była siedzibą władz gromady Puńców. W 1973 nie odtworzono gminy Puńców, a wieś przydzielono do gminy Goleszów. W latach 1975–1998 położona była w województwie bielskim.
Od 1945 roku do lat 50. XX wieku stacjonowała tu strażnica Wojsk Ochrony Pogranicza.
Na terenie wsi, do 21 grudnia 2007 roku znajdowało się polsko-czeskie przejście graniczne Puńców-Kojkovice, które na mocy układu z Schengen zostało zlikwidowane.

## Postaci związane z Puńcowem
- Jerzy Harwot (1853–1916) – jeden z inicjatorów zainteresowań ludoznawczych na Górnym Śląsku i autor prac z tego zakresu;
- Alojzy Milata (1885–1936) – krajoznawca, pedagog, autor szeregu prac z dziedziny geografii i metodyki nauczania tego przedmiotu, ojciec Władysława;
- Józef Zaleski (1850–1915) – osiadły w Puńcowie na początku lat 90. XIX w. lekarz, rolnik i publicysta, od 1913 prezes cieszyńskiego Towarzystwa Rolniczego;
- Jerzy Samiec (ur. 1963) – biskup Kościoła Ewangelicko-Augsburskiego w RP.

## Zabytki
Według Narodowego Instytutu Dziedzictwa, w miejscowości znajdują się następujące obiekty zabytkowe:
- Kościół parafialny pw. św. Jerzego – późnogotycki z 1518 roku, modernizowany w latach 1902–1905. Jest najstarszym murowanym kościołem na Śląsku Cieszyńskim.
- Dawny spichlerz zbudowany na przełomie XVIII i XIX w. Murowany z kamienia i cegły na rzucie prostokąta z jednoosiowym ryzalitem, otynkowany. W widoku z zewnątrz dwukondygnacyjny, podpiwniczony. Wnętrze pierwotnie wysokości budynku, później podzielone na dwie kondygnacje i zamienione na mieszkalne. W piwnicach sklepienia kolebkowe. Dach polski łamany, pokryty gontem.

## Turystyka
Przez miejscowość przechodzą trasy rowerowe:
- czerwony Główny Karpacki Szlak Rowerowy (621 km)
- czerwona trasa rowerowa nr 24 (Pętla rowerowa Euroregionu Śląsk Cieszyński)
- Międzynarodowy Szlak Rowerowy Greenways Kraków – Morawy – Wiedeń

## Religia
Na terenie wsi działalność duszpasterską prowadzą następujące kościoły:
- Kościół Ewangelicko-Augsburski w RP (filiał parafii w Cieszynie)
- Kościół Rzymskokatolicki (parafia św. Jerzego)

## Edukacja
We wsi znajduje się przedszkole publiczne umieszczone w dawnej szkole podstawowej, przedszkole należy pod Szkołę Podstawową w Dzięgielowie.

## Sport
We wsi istnieje klub piłkarski Tempo Puńców, który w sezonie 2024/2025 gra w V lidze, gr. śląskiej II.

## Komunikacja
Przez Puńców kursują busy prywatnej firmy przewozowej TRANSBUS.